# Polyclysta
Polyclysta is een geslacht van vlinders van de familie spanners (Geometridae), uit de onderfamilie Larentiinae.

## Soorten
- P. gonycrota Prout, 1932
- P. hypogrammata Guenée, 1858
- P. subflava Warren, 1907